# آدم‌گریز بزرگ‌دره
آدم‌گریز بزرگ‌دره (نام علمی: Melozone fusca) نام یک گونه از تیره زردپره‌ایان است.